# アドベンチャー (YOASOBIの曲)
「アドベンチャー」は、日本の音楽ユニットYOASOBIの楽曲。配信限定シングルとして、2023年2月15日に各種音楽配信サービスにてリリースされた。

## 概要
本楽曲は、ユニバーサル・スタジオ・ジャパンの期間限定キャンペーン「ユニ春（バル）」のテーマソングとして書き下ろされており、原作は2022年に一般公募した“パークでの学生時代の忘れられない思い出”のエピソードの中から、YOASOBI賞としてグランプリを獲得した菜葵の『レンズ越しの煌めきを』となっている。
本楽曲の原作となった『レンズ越しの煌めきを』を原作者の菜葵は『コロナ禍での大学生活』をテーマとして書いており、『我慢してきたからこそ実感できた「喜び」』も綴っている。本楽曲を制作したAyaseは『レンズ越しの煌めきを』について、『（エピソードは）学生時代に思い描いていた生活ができなくて苦しいところから始まるんですけど、青春をまた取り戻していろんな思い出を作っていこうというポジティブさがいいなと、キラキラして映ったので』と語っており、実際にユニバーサル・スタジオ・ジャパンに足を運んで楽曲を完成させている。
本楽曲は、1月26日から放送が開始された「ユニ春（バル）」の新CMで初解禁され、3月11日にユニバーサル・スタジオ・ジャパンで行われた特別ライブ『ユニ春！ ライブ 2023』で初披露された。また、2月1日からはユニバーサル・スタジオ・ジャパンのアトラクション「ハリウッド・ドリーム・ザ・ライド」に搭載されている。
2023年10月から放送開始された山口朝日放送の夕方ワイド番組『YOU!どきっ』の番組オープニング曲として使用されている。

## ミュージックビデオ
楽曲のミュージックビデオは、3月11日午前10時にYouTubeにてプレミア公開された。MVは田向潤が監督を務め、イラストをimid、CGをKASSENが担当した。実際のユニバーサル・スタジオ・ジャパンのパーク内を背景に使用した、実写とCGアニメーションが融合したMVとなっている。

## Adventure
「Adventure」（アドベンチャー）は、日本の音楽ユニットYOASOBIの楽曲。2024年2月16日に音楽配信サービスにて配信が開始された。
「アドベンチャー」の配信開始から2024年2月15日で1周年になることを記念して、英語バージョンである「Adventure」の配信が開始されることになった。なお、コーラス部分については英語での再録が行われている。